# Centro de Educación Física N°5
O Centro Provincial de Educación Física N°5,  é um clube poliesportivo argentino da cidade de Rioja (cidade da Argentina) com destaque para o voleibol feminino que  ascendeu a máxima divisão nacional em 2020 e o masculino em 2024.

## Histórico

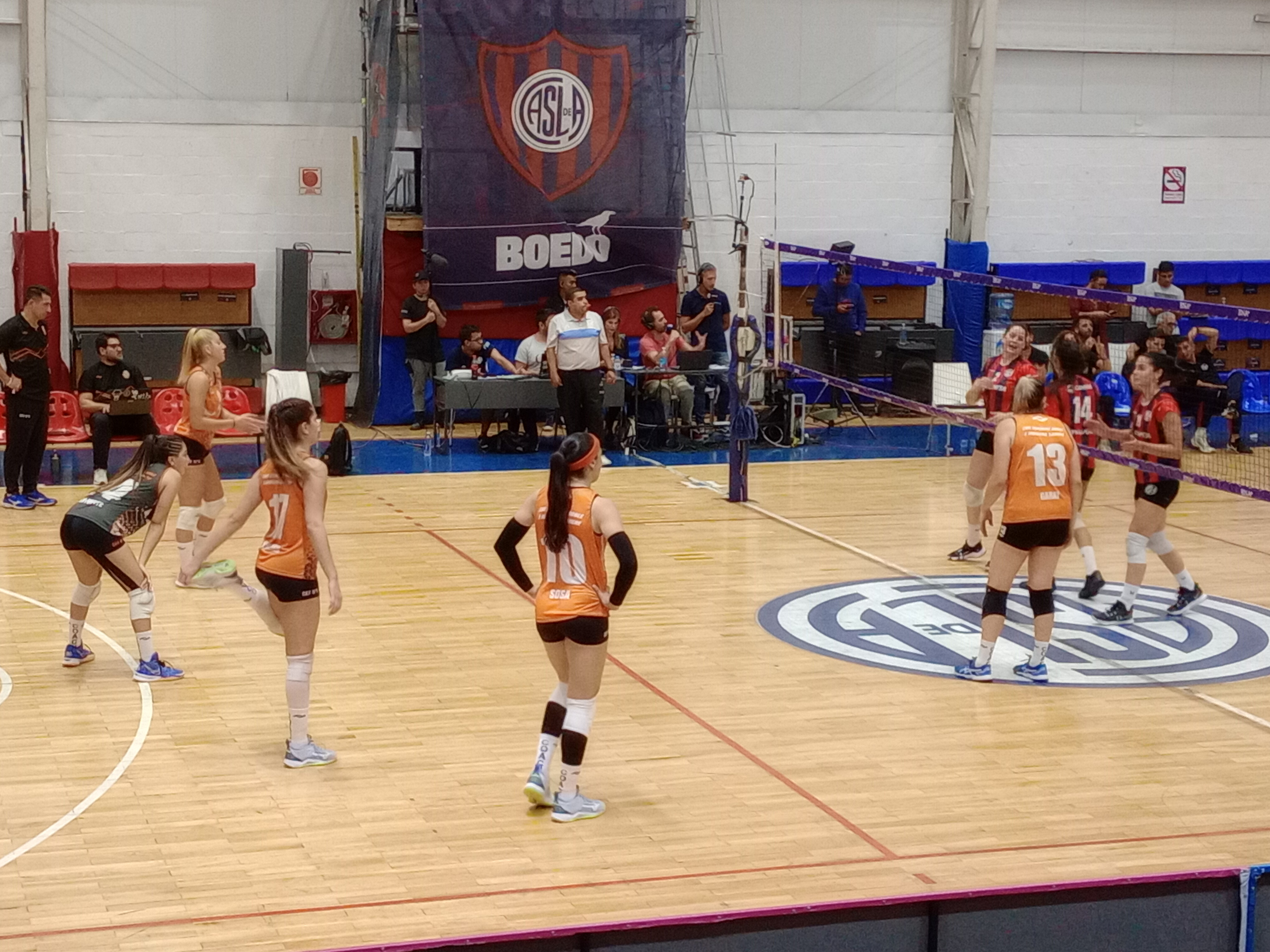
Partida válida pela semifinal da Liga Argentina 2023, diante do San Lorenzo de Almagro, no Ginásio Roberto Pando.

Em 2018, o time feminino disputou a primeira edição da Liga A2 Feminina e também na edição de 2019, sendo confirmada para a elite nacional em 2020, interrompida pela Pandemia da COVID-19, estreando de fato em 2021. Foi semifinalistas nas edições da Liga A1 em 2022 e 2023. 

### Ascensão do time masculino
O naipe masculino em 2022, disputou a Liga Federal (B1), terceira divisão, e conquistou o título diante do Boca Juniors, alcançando a promoção para Liga A2 de 2023 e na edição de 2024 disputou também, avançando a final e automaticamente ascendendo a elite nacional A1, terminando com o vice-campeonato.

### Primeiro título nacional das "Las naranjitas"
Em 2024, parte do elenco foi mantida da temporada de 2023, reforçando-se com Avril García e Nicole Pérez, entre outras, e na Liga Argentina deste mesmo ano, finalizou a fase classificatória em segundo lugar, perdendo apenas uma partida para o Boca Juniors. Na fase final, eliminou nas quartas de final a equipe do San José (Entre Ríos), e pela terceira temporada consecutiva enfrentou o San Lorenzo nas semifinais, porém, o desfecho foi favorável para "Las naranjitas",  vencendo duas partidas da série melhor de três por 3-1 e 3-0 e assim avançando a final pela primeira vez na história, e foi diante de outro finalista estreante, o Estudiantes de La Plata, e com duas vitórias por 3-0, fechou a série final, também em melhor de três, sagrando-se campeão, sendo o segundo time do inteior a vencer a liga nacional, feito alcançado somente pelo Villa Dora na temporada 2015-16..

## Títulos conquistados
Masculino
 0 Campeonato Sul-Americano de Clubes
 0 Campeonato Argentino A1
 0 Campeonato Argentino A2
- Vice-campeão:2024

 0Supercopa Argentina
 0 Copa Argentina
Feminino
 0 Campeonato Sul-Americano de Clubes
 1 Campeonato Argentino A1
- Campeão:2024
- Quarto lugar:2022, 2023

 0 Campeonato Argentino A2
- Quarto lugar:2019

 0Supercopa Argentina
 0 Copa Argentina